# Le Bas-Ségala
Le Bas-Ségala é uma comuna francesa na região administrativa da Occitânia, no departamento de Aveyron. Estende-se por uma área de 82,33 km². Em 2010 a comuna tinha 1 626 habitantes (densidade: 19,7 hab./km²).
A municipalidade foi estabelecida em 1 de janeiro de 2016 e consiste na fusão das antigas comunas de La Bastide-l'Évêque, Saint-Salvadou e Vabre-Tizac.